# One America Plaza
Der One America Plaza ist ein Wolkenkratzer in San Diego, Kalifornien und das höchste Gebäude der Stadt. Es liegt an der Ecke West-Broadway und India-Street.

## Beschaffenheit
Das Gebäude ist 152,4 Meter (500 ft) hoch, was genau der zulässigen Maximalhöhe eines Gebäudes in San Diego entspricht. Es hat 34 Stockwerke und besitzt eine Nutzfläche von 58.529 m². Im Erdgeschoss befindet sich die America Plaza Trolley Bus-Station, gelegen zwischen dem Hauptgebäude und dem Museum of Contemporary Art San Diego.

## Geschichte
Das Hochhaus wurde im Jahre 1991 fertiggestellt und eröffnet. Architekt war Murphy/Jahn Inc. in Kooperation mit KMA Architecture. Eigentümer ist momentan das Unternehmen Irvine Company, das es im Februar 2006 für 300 Mio. US-Dollar erwarb.